# Vương nữ Alia bint Al Hussein
Công chúa Alia bint Al Hussein của Jordan sinh ngày 13 tháng 02 năm 1956, là con cả của Vua Hussein của Jordan với người vợ đầu tiên, Dina bint 'Abdu'l-Hamid.

## Giáo dục
Công chúa Alia nhận được giáo dục tiểu học tại Amman, theo học tại trường Ahliyyah dành cho nữ và Cao đẳng Rosary, Amman. Sau đó cô học trường Sibton Park tại Lyminge, Vương quốc Anh, cho đến năm 1968, sau khi trải một năm tại Trường Benenden ở Kent, Anh (1969-1970), đạt được các cấp chứng nhận về tiếng Ả Rập, tiếng Anh và tiếng Pháp từ trường Millfield ở Somerset, Anh, vào năm 1972. Công chúa Alia tốt nghiệp với bằng danh dự từ Đại học Jordan vào năm 1977, lấy bằng cử nhân trong văn chương Anh.

## Hôn nhân
Công chúa kết hôn đầu tiên với Alia Nasser Wasfi Mirza vào năm 1977 và có một con trai từ cuộc hôn nhân này, Hoàng tử Hussein Mirza (sinh ngày 12 tháng 02 năm 1981). Alia và Mirza đã ly hôn vào năm 1988. Cô kết hôn với Sayyid Mohammed Al-Saleh vào năm 1988. Họ có hai con, Talal Al-Saleh (sinh ngày 12 tháng 09 năm 1989) và Abdul Hamid Al-Saleh (sinh ngày 15 tháng 11 năm 1992).